# Puuluoto (ö i Södra Karelen, Villmanstrand, lat 61,35, long 28,29)
Puuluoto är en ö i Finland. Den ligger i sjön Saimen och i kommunen Taipalsaari i den ekonomiska regionen  Villmanstrands ekonomiska region  och landskapet Södra Karelen, i den södra delen av landet, 220 km nordost om huvudstaden Helsingfors. Öns area är 0,8 hektar och dess största längd är 170 meter i sydöst-nordvästlig riktning.